# Sveti Ivan Zelina
Sveti Ivan Zelina je město v Chorvatsku, administrativně spadá pod Záhřebskou župu. V roce 2011 žilo ve městě 2 764 obyvatel, v celé připadající opčině pak 15 959 obyvatel. Město se rozkládá na východním svahu pohoří Medvednica, západně od řeky Lonja. Východně od něj vede dálnice A4, která spojuje Záhřeb s maďarským hraničním přechodem Goričan-Letenye.
Místní kostel je zasvěcen sv. Janu Křtiteli.